# 云雨三
云雨三（双鱼座21，21 Psc）是双鱼座的一颗恒星，视星等为+5.77，距离地球约300光年。云雨三在中国星官系统中属于壁宿的云雨，其位置与云雨增十重复。